# Нгуен Хонг Шен
Нгуе́н Хонг Шен (вьет. Nguyễn Hồng Sến; 1933 — 1995) — вьетнамский кинорежиссёр. Народный артист Вьетнама (1984).

## Биография
Получил образование в Ханое.
Начинал как кинооператор, потом стал режиссёром документальных, позже художественных фильмов.
В 1984 году вместе с другими деятелями культуры был удостоен звания Народного артиста Вьетнама.
В 1995 году Нгуен Хонг Шен умер от болезни.
В 1996 году посмертно удостоен Государственной премии имени Хо Ши Мина в области кино.

## Избранная фильмография

### Кинооператор
- 1959 — Вода приходит в Бакхынгхай / Nước về Bắc Hưng Hải (д/ф, Главный приз (золотая медаль) Первого Московского международного кинофестиваля)
- 1961 — Огонь на средней линии / Lửa trung tuyến
- 1962 — Однажды осенью / Một ngày đầu thu
- 1964 — Ким Донг / Kim Đồng

### Режиссёр
- 1968 — Искусство детства / Nghệ thuật tuổi thơ (д/ф)
- 1969 — Только вперёд / Đường ra phía trước (д/ф)
- 1978 — Сезон тёплых ветров / Mùa gió chướng
- 1979 — Опустошённое поле / Cánh đồng hoang
- 1981 — Район бурь / Vùng gió xoáy

## Награды
- 1981 — Премия ФИПРЕССИ и «Золотая премия» XII Московского международного кинофестиваля («Опустошённое поле»)
- 1984 — Народный артист Вьетнама
- 1996 — Государственная премия имени Хо Ши Мина в области кино.